# Portugal op de Olympische Zomerspelen 1976
Portugal nam deel aan de Olympische Zomerspelen 1976 in Montréal, Canada. Voor het eerst sinds 1960 werd weer een medaille gewonnen. Het werden uiteindelijk twee zilveren medailles. Hiermee waren deze Spelen, wat betreft het aantal medailles, de meest succesvolle tot dan toe.

## Medailleoverzicht
| Sport       | Olympiër              | Onderdeel  | Medaille |
| ----------- | --------------------- | ---------- | -------- |
| Atletiek    | Carlos Lopes          | 10000m (m) | Zilver   |
| Schietsport | Armando Silva Marques | trap       | Zilver   |

## Deelnemers en resultaten

### Atletiek
| Olympiër               | Onderdeel       | Resultaat | Prestatie                                                               |
| ---------------------- | --------------- | --------- | ----------------------------------------------------------------------- |
| José Carvalho          | 400m (m)        | 37e       | serie 6: 7de in 48,47                                                   |
| Fernando Mamede        | 800m (m)        | 31e       | serie 2: 5de in 1.49,58                                                 |
| Helder Baiona De Jesus | 1500m (m)       | 17e       | serie 1: 2de in 3.44,20 halve finale 2: 9de in 3.47,37                  |
| Fernando Mamede        | 1500m (m)       | 16e       | serie 2: 3de in 3.37,98 halve finale 1: 8ste in 3.42,59                 |
| Carlos Lopes           | 5000m (m)       | DNS       | serie 2: niet gestart                                                   |
| Aniceto Simões         | 5000m (m)       | 8e        | serie 3: 6de in 13.21,93 finale: 8ste in 13.29,38                       |
| Carlos Lopes           | 10000m (m)      | Zilver    | serie 1: 1ste in 28.04,53 finale: 2de in 27.45,17                       |
| José Carvalho          | 400m horden (m) | 5e        | serie 1: 4de in 50,99 halve finale 1: 2de in 49,97 finale: 5de in 49,94 |
| Carlos Lopes           | marathon (m)    | DNS       | niet gestart                                                            |
| Anacleto Pinto         | marathon (m)    | 22e       | 2:18.53                                                                 |

### Judo
| Olympiër                | Onderdeel | Resultaat | Prestatie |
| ----------------------- | --------- | --------- | --- |
| José Pinto Gomes        | -63kg (m) | 7e        | 1ste ronde: vrij 2de ronde: W van TUR Yanar: Yusei-gachi kwartfinale: V van CUB Rodríguez: Uchi-mata herkansingen: V van POL Standowicz: moro-te |
| António Roquete Andrade | -70kg (m) | 9e        | 1ste ronde: V van JPN Kuramoto: Yusei-gachi herkansingen: V van ESP Rodríguez: O-soto-gari                                                       |

### Schietsport
| Olympiër              | Onderdeel | Resultaat | Prestatie    |
| --------------------- | --------- | --------- | ------------ |
| Armando Silva Marques | trap      | Zilver    | 189,0 punten |

### Worstelen
| Olympiër             | Onderdeel      | Resultaat      | Prestatie |
| Grieks-Romeins       | Grieks-Romeins | Grieks-Romeins | Grieks-Romeins |
| -------------------- | -------------- | -------------- | --- |
| Leonel Duarte        | -52kg (m)      | 15e            | 1ste ronde: V van MAR Karmous: gediskwalificeerd 2de ronde: V van FRG Krauß: val                                       |
| Luís Grilo           | -57kg (m)      | 11e            | 1ste ronde: V van MAR Lachkar: gediskwalificeerd 2de ronde: W van CAN Yeats: val 3de ronde: V van USA Sade: beslissing |
| Joaquim Jesus Vieira | -62kg (m)      | 15e            | 1ste ronde: V van BUL Lazarov: val 2de ronde: V van POL Lipień: val                                                    |

### Zeilen
| Olympiër                        | Onderdeel | Resultaat | Prestatie                            |
| ------------------------------- | --------- | --------- | ------------------------------------ |
| Francisco Mourão Joaquim Ramada | 470       | 21e       | 137,0 punten: (18-18-14-9-DNF-22-20) |

### Zwemmen
| Olympiër                                                                              | Onderdeel             | Resultaat | Prestatie                |
| ------------------------------------------------------------------------------------- | --------------------- | --------- | ------------------------ |
| José Gomes Pereira                                                                    | 100m vrije slag (m)   | 37e       | serie 6: 7de in 55,46    |
| Paulo Frischknecht                                                                    | 200m vrije slag (m)   | 51e       | serie 5: 7de in 2.02,65  |
| José Gomes Pereira                                                                    | 200m vrije slag (m)   | 53e       | serie 4: 6de in 2.03,03  |
| Rui de Abreu                                                                          | 400m vrije slag (m)   | 46e       | serie 4: 7de in 4.28,43  |
| António Botelho de Melo                                                               | 1500m vrije slag (m)  | 30e       | serie 4: 6de in 17.24,31 |
| António Botelho Melo                                                                  | 100m rugslag (m)      | 39e       | serie 3: 7de in 1.05,76  |
| António Botelho Melo                                                                  | 200m rugslag (m)      | 33e       | serie 1: 7de in 2.26,65  |
| Henrique Vicêncio                                                                     | 100m schoolslag (m)   | 31e       | serie 2: 7de in 1.13,55  |
| Henrique Vicêncio                                                                     | 200m schoolslag (m)   | 26e       | serie 3: 7de in 2.41,97  |
| Paulo Frischknecht                                                                    | 100m vlinderslag (m)  | 41e       | serie 4: 7de in 1.01,97  |
| Paulo Frischknecht                                                                    | 200m vlinderslag (m)  | 37e       | serie 4: 5de in 2.20,51  |
| António Botelho de Melo                                                               | 400m wisselslag (m)   | 31e       | serie 3: 7de in 5.11,48  |
| António Botelho Melo José Gomes Pereira Paulo Frischknecht Rui Pinto de Abreu         | 4x200m vrije slag (m) | 17e       | serie 2: 5de in 8.26,68  |
| António Botelho Melo Henrique Carvalho Vicêncio José Gomes Pereira Paulo Frischknecht | 4x100m wisselslag (m) | 14e       | serie 2: 8ste in 4.20,84 |

Amerikaanse Maagdeneilanden · Andorra · Antigua en Barbuda · Argentinië · Australië · Bahama's · Barbados · België · Belize · Bermuda · Bolivia · Bondsrepubliek Duitsland · Brazilië · Bulgarije · Canada · Chili · Colombia · Costa Rica · Cuba · Denemarken · Dominicaanse Republiek · Duitse Democratische Republiek · Ecuador · Egypte · Fiji · Filipijnen · Finland · Frankrijk · Griekenland · Groot-Brittannië · Guatemala · Haïti · Honduras · Hongarije · Hongkong · Ierland · IJsland · India · Indonesië · Iran · Israël · Italië · Ivoorkust · Jamaica · Japan · Joegoslavië · Kaaimaneilanden · Kameroen · Koeweit · Libanon · Liechtenstein · Luxemburg · Maleisië · Marokko · Mexico · Monaco · Mongolië · Nederland · Nederlandse Antillen · Nepal · Nicaragua · Nieuw-Zeeland · Noord-Korea · Noorwegen · Oostenrijk · Pakistan · Panama · Papoea-Nieuw-Guinea · Paraguay · Peru · Polen · Portugal · Puerto Rico · Roemenië · San Marino · Saoedi-Arabië · Senegal · Singapore · Sovjet-Unie · Spanje · Suriname · Thailand · Trinidad en Tobago · Tsjecho-Slowakije · Tunesië · Turkije · Uruguay · Venezuela · Verenigde Staten · Zuid-Korea · Zweden · Zwitserland